# Tegucigalpa
Tegucigalpa je glavni i najveći grad Hondurasa, njegovo privredno i kulturno središte. Godine 2006. grad je imao 872.403, a šire gradsko područje 1.682.725 stanovnika.
U gradskom središtu nalazi se katedrala. Tegucigalpa ima brojne institute, nacionalni muzej, tekstilnu, prehrambenu i drvnu industriju. Cestovno je čvorište bez željezničke veze. Ima i međunarodnu zračnu luku, Aeropuerto Internacional Toncontín.

## Povijest
Tegucigalpu su osnovali španjolski doseljenici 29. 11. 1578. Grad su nazvali "Real Villa de San Miguel de Heredia de Tegucigalpa" Ime Tegucigalpa dolazi iz jezika Indijanaca Maja i znači "Srebrna planina". Grad je osnovan na nalazištu rude srebra i bio je značajno rudarsko središte. Nalazište srebra je glavni čimbenik španjolskog naseljavanja Hondurasa.
Honduras je nezavisnost proglasio 1821., ali je između 1823. i 1838. bio dio Federalnih Republika Srednje Amerike. Honduras je u početku više puta selio glavni grad između Tegucigalpe i grada Comayagua, a od 1880. je glavni grad za stalno ostao u Tegucigalpi.
Grad je bio relativno mali do 1970. kad u Hondurasu jača industrijalizacija i dolazi mnogo doseljenika iz seoskih krajeva. Kasnije se grad širi i nastaju nove četvrti uz postojeću kolonijalnu jezgru. 1998. je grad pogodio uragan Mitch. Grad je bio poplavljen i doživio velike štete.

## Zemljopis
Tegucigalpa se nalazi na jugu Hondurasa u planinskoj kotlini. Rijeka Choluteca teče između Tegucigalpe i susjednog grada Comayagüela. Tegucigalpa i Comayagüela čine zajednički glavni grad Hondurasa. U gradu ima mnogo brda. U sredini je brdo Picacho na kojem su rezidencijalne građevine. U predgrađima ima mnogo siromašnih četvrti (barrios). Veći dio Hondurasa ima tropsku klimu, ali Tegucigalpa zbog položaja u višem reljefu ima mnogo hladniju i ugodniju klimu.

## Znamenitosti
Dobro je očuvana stara gradska jezgra s kolonijalnim građevinama. Značajna je katedrala.
U središtu grada je brdo Juana Lainez sa spomenikom miru. Na brdu Pichaco postoji veliki spomenik Kristu. Postoji mnogo parkova od kojih je najznačajniji La Tigre s tropskom kišnom šumom.

## Vanjske poveznice
- Tegucigalpa tips  Arhivirana inačica izvorne stranice od 6. siječnja 2009. (Wayback Machine) (engl.)

### Ostali projekti
|  | Zajednički poslužitelj ima još gradiva o temi Tegucigalpa |